# De Paasberg (zwembad)
De Paasberg is een zwembad dat is gesitueerd tussen de Achterhoekse dorpen Terborg en   Silvolde in de gemeente Oude IJsselstreek. Het is genoemd naar de nabijgelegen heuvel, de Paasberg. Het zwembad, dat bestaat uit een buiten- en een binnenbad, wordt beheerd door Laco, een exploitant van sport- en vrijetijdsaccommodaties.
Het zwembad werd in 1959 geopend, nadat bewoners van Silvolde en Terborg een bedrag van 42.500 gulden hadden bijeengebracht om het zwembad te kunnen realiseren. Bij de opening werd het zwembad overgedragen aan de gemeente Wisch.
In 2013 werd het zwembad met sluiting bedreigd. De plannen werden echter ingetrokken en er werd zelfs een binnenbad bij gebouwd.